# Xyletinus ater
Xyletinus ater är en skalbaggsart som först beskrevs av Christian Creutzer 1796.  Xyletinus ater ingår i släktet Xyletinus, och familjen trägnagare. Enligt den svenska rödlistan är arten sårbar i Sverige. Arten förekommer i Götaland, Gotland, Öland, Svealand och Nedre Norrland. Artens livsmiljö är skogslandskap, jordbrukslandskap.